# Elk Mountain (Teton County, Wyoming)
Der Elk Mountain ist ein Berg im Grand-Teton-Nationalpark im Westen des US-Bundesstaates Wyoming. Er hat eine Höhe von 3270 m und ist Teil der Teton Range in den Rocky Mountains. Er liegt einige Kilometer westlich des Ostufers des Jackson Lake und erhebt sich über den Webb Canyon. Der Elk Mountain liegt unmittelbar westlich des Owl Peak und ist der nördlichste Gipfel der Teton Range mit einer Höhe von mehr als 3000 m. Auf den Gipfel führen keine markierten Wege.

## Belege
1. ↑  Peakbagger: Elk Mountain. Abgerufen am 26. Februar 2021.
2. ↑  Geonames: Elk Mountain. Abgerufen am 26. Februar 2021.